# Window Manager From Scratch

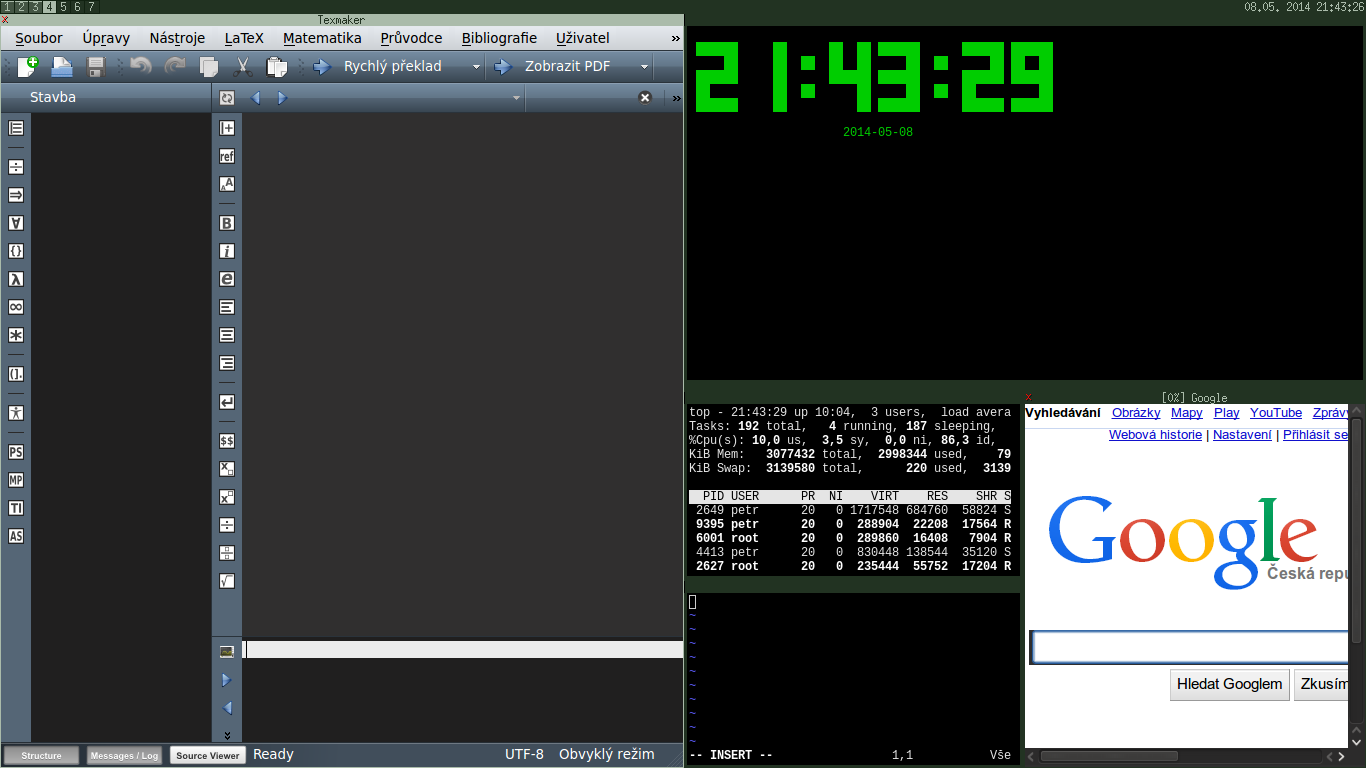
snímek plochy WMFS (Window Manager From Scratch)

WMFS2 je jednoduchý a vysoce konfigurovatelný dlaždicový správce oken pro X Window System, napsaný v jazyce C a určen pro systémy GNU/Linux a BSD. WMFS2 je svobodný software distribuovaný pod licencí BSD. Může být ovládán pomocí klávesnice nebo myší a konfigurován jedním snadno srozumitelným textovým souborem.
Jedná se o okenního správce, který je šířen ve formě zdrojových kódů. WMFS2 je odvozen ze své starší verze WMFS, jehož struktura začala být příliš zastaralá a nepřizpůsobivá novým myšlenkám.

## Rozdíly mezi WMFS a WMFS2
- Jednotlivá okna již nejsou rozmísťována pomocí předem daného rozvržení, ale pomocí myši nebo klávesových zkratek.
- Je podporováno více stavových panelů.
- Dodáno nové aplikační menu.
- WMFS2 je minimalističtější než jeho předchůdce.

## Instalace
Pro instalaci WMFS2 ze zdrojových kódů je třeba zajistit několik závislostí, které jsou zapotřebí pro úspěšný překlad. Jedná se především o GCC, make, Xlib, Xinerama, lmlib2 a pkg-config. Pomocí sady příkazů je celý proces z větší části automatizován:
```
./configure -h
./configure
make
make install
```

Ve výchozím stavu je WMFS instalován do adresáře: /urs/local/bin. Aby jej bylo možné spouštět příkazem startx, je třeba upravit soubor $HOME/.xinitrc:
```
exec ck-launch-session dbus-launch wmfs &
wmpid=$!
wait $wmpid
```

## Konfigurace prostředí
Výchozí konfigurační soubor se nachází na se nachází v adresáři: /etc/xdg/wmfs/wmfsrc. Pokud není definováno žádné uživatelské nastavení v souboru: ~/.config/wmfs/wmfsrc je čteno právě z tohoto souboru. Pro základní nastavení prostředí WMFS2 stačí upravovat pouze tento soubor. Pokud je, ale zapotřebí je možné soubor rozdělit do samostatných částí (například jeden soubor pro definování
vzhledu, další pro klávesové zkratky, atd.). To je možné provést pomocí příkaz @include následovaným cestou k souboru umístěném na začátku souboru wmfsrc.

## Konfigurace WMFS statusbar
WMFS statusbar zobrazuje značky a systémové ikony, ale umí zobrazovat také mnoho jiných dat. Statusbar je konfigurován pomocí volání příkazu:
```
 wmfs -c status příkazy
```

Tyto příkazy se nejčastěji sdružují do shellových skriptů, které jsou volány v souboru ~/.xinitrc při spuštění DWMS.
Jednoduchý příklad konfiguračního souboru:
```
 
#
!/bin/sh
 TIMING=10
 statustext(){
 wmfs -c status "default 'nějaký text'"
 }
 while true; do
 statustext
 sleep $TIMING
 done
```

## Základní ovládání WMFS
WMFS2 je stejně jako mnoho jiným dlaždicových okenních správců ovládáno především pomocí klávesových zkratek, které umožňují velmi rychlou práci s počítačem. Jako funkční klávesu WMFS ve výchozím stavu používá klávesu super (windows). Pomocí této klávesy je spouštěna většina systémových příkazů od spouštění programů, manipulaci s okny programů po jejich ukončování.
WMFS2 se podstatně liší od původní verze WMFS ve způsobech jak jsou jednotlivá okna spravována. Zatím co v předchozí verzi byla jednotlivá okna uspořádána podle předem definovaného rozložení jako je tomu v případě okenních správců DNM a Awesome, tak WMFS2 nabízí rozvržení jednotlivých oken pomocí klávesových zkratek jako je tomu v případě wmii, i3 a dalších. Pokud bude otevřeno více grafických oken na jedné ploše, budou uspořádány do klesající spirály. Nové okno je otevřeno vždy na levé straně a je menší než to předcházející. Tato okna mohou být různě přemísťována, otáčena a přesouvána z jedné plochy na jinou. Jednotlivá okna také mohou být umístěna do záložek, takže v jednu chvíli vyplňuje celou plochu pouze jedno okno a mezi ostatními otevřenými okny lze pomocí klávesových zkratek jednoduše přepínat.
Programy je možné spouštět vestavěným programovým menu, které se spouští klávesovou zkratkou super+p. Menu je svým vzhledem a funkcí velmi podobné programu dmenu, který je vyvíjen organizací suckless.